# Tito Perdue
Tito Perdue (* 1938 in Sewell, Chile) ist ein US-amerikanischer Schriftsteller.

## Leben
Perdue wurde 1938 als Sohn eines Angestellten der Braden Copper Company in Chile geboren. Er studierte an der University of Texas und der Indiana University. Nach dem Masterabschluss arbeitete er als Bibliothekar. Heute ist er als Schriftsteller tätig.

## Schriften (Auswahl)
- The New Austerities. Peachtree Press, 1994, ISBN 978-1-56145-086-2.
- Opportunities in Alabama Agriculture. Baskerville Press, 1994, ISBN 978-1-880909-24-9.
- The Sweet-Scented Manuscript. Baskerville Press, 2004, ISBN 978-1-880909-68-3.
- Fields of Asphodel. Overlook Press, 2007, ISBN 978-1-58567-871-6.
- Lee – Four Walls Eight Windows. Overlook Press, 2007, ISBN 978-1-58567-872-3.
- The Node. Nine-Banded Books, 2011, ISBN 978-1-61658-351-4.